# Garcia I do Congo
Garcia I (1600 - 1626) foi o manicongo do Reino do Congo entre 13 de abril de 1624 até 26 de junho de 1626.  Foi o segundo e último rei da curta dinastia Kikanga. 

## Biografia
Garcia Anvemba Ancanga nasceu aproximadamente em 1600, sendo filho de D. Pedro, Duque de Sundi e D. Luísa.   
Seu pai se tornou rei em 1622, logo após a morte de D. Álvaro III, que não deixou herdeiros aptos. D. Pedro de Sundi, seu pai, foi eleito pelo conselho real do Reino do Congo como novo rei (manicongo) e D. Garcia foi nomeado herdeiro. No curto reinado de seu pai, o mesmo introduziu uma violenta política contra os portugueses e uma nova aliança com os holandeses. O motivo da política de seu pai foi o assassinato de seu irmão e aliado D. Paulo Afonso, que havia sido empossado como Duque de Umbamba contra a vontade do governador de Luanda, D. João Correia de Sousa. Após este ocorrido o rei declarou guerra contra os portugueses e com a ajuda da Companhia Holandesa das Índias Ocidentais, conseguiu conter os lusitanos por um tempo. O grande plano de Pedro e dos holandeses era fazer um ataque conjunto de terra e mar para tomar Luanda, a convertendo em uma colônia holandesa.  
Garcia, até então como herdeiro, teve de conspirar contra seu irmão D. Álvaro Afonso para assumir o trono após a morte de seu pai, que ocorreu em 13 de abril de 1624. Após sua subida ao trono, o jovem rei procurou restaurar a paz com os portugueses. A decisão de não prosseguir com a guerra foi vista com desagrado pela alta nobreza do Congo e o exército. Os nobres passaram a ter o desejo de aclamar D. Ambrósio de Coulo como novo rei. Este havia sido impedido de tomar o reinado por ser muito jovem e na época que se encontrava mais velho se tornou um grande pretendente a coroa.   

Com o pedido e apoio das damas reais da corte, o general D. Manuel Jordão, duque de Sundi invade São Salvador em 7 de março de 1626 com seu exercito e depõe Garcia I, que foge para Soyo na companhia de sua esposa D. Cristina Afonso e sua avó D. Cristina, ambas pertencentes a Casa de Soyo. Garcia viria a falecer em 26 de junho daquele ano e o trono seria ocupado por Ambrósio de Coulo, interrompendo a Casa de Quincanga por alguns anos.   